# هجوم اللاذقية 2014
كان هجوم اللاذقية 2014 هجوماً للمعارضة في محافظة اللاذقية السورية وتم إطلاقه في 21 مارس 2014 من قبل مجموعات إسلامية معارضة بما فيها جبهة النصرة التي أسمته هجوم «الأنفال»، بينما أسماه ائتلاف مكون من جماعات معارضة تنتمي إلى المجلس العسكري الأعلى ب«أمهات الشهداء». وقد ذكر أن أهداف الهجوم هي السيطرة على جميع المراصد الاستراتيجية والقرى الواقعة في أيدي الحكومة بالإضافة إلى ساحل البحر الأبيض المتوسط. وقد ذكر مراقبين أن هدفاً استراتيجياً كان إرغام الجيش السوري على إعادة نشر قواته في اللاذقية، مما سيخفف الضغط على متمردين آخرين في مناطق أخرى من سوريا. وأفادت مصادر أنهم نجحوا في تحقيق ذلك الهدف مع إرسال قوات حكومية من إدلب وحماة وحلب لتعزيز الدفاعات.
انضم إلى الجيش السوري خلال الهجوم كلً من حزب الله وميليشيات شيعية عراقية ومستشارون عسكريون إيرانيون. بعد شهرين تقريباً من القتال، توقف الهجوم وتلاشى في نهاية المطاف، مع فقدان المعارضة معظم المكاسب التي أحرزوها في البداية. بيد أن المعارضة أنشأت نقاط عبور إستراتيجية تتكون من مدينة كسب والأراضي المجاورة المتبقية. وقبل منتصف يونيو نجح تقدم جديد للقوات الحكومية في استعادة المكاسب الأخيرة للمعارضة أثناء الحملة، بما في ذلك كسب.
وقد نسب إلى هذا الهجوم على نحوِ واسع، ولا سيما فيما يتعلق بنسبة مشاركة الأتراك فيه، عملية ترحيل أرمن من مدينة كسب، الذين يشكلون 70 في المائة من سكانها، وقد تم مقارنته بالمذابح التركية السابقة بحق الأرمن خلال المجازر الحميدية والإبادة الجماعية للأرمن.